# Monte Tasman
El Monte Tasman (Horokoau  en idioma maorí) es la segunda montaña más alta de Nueva Zelanda, con 3497 m sobre el nivel del mar. Se encuentra ubicado en la cordillera de los Alpes del Sur, que recorren gran parte de la Isla Sur. En concreto está a 4 km al norte de la vecina y más alta cima del monte Cook, en la frontera entre los parques nacionales Aoraki/Mount Cook y Westland. Es el pico más alto del distrito de Westland. Se llama así en honor a Abel Tasman, explorador neerlandés que fue el primer europeo en pisar Nueva Zelanda en 1642. Se cree que el nombre maorí para esta montaña, que se puede traducir como «tragar», alude a la dilatación del cuello de un ave, el cormorán manchado (Phalacrocorax varius), cuando ingiere peces.
El monte Tasman queda dentro del Parque nacional Aoraki/Mount Cook, en la región de Canterbury, creado en 1953 y que junto al Parque nacional Westland, el Parque nacional del Monte Aspiring y el Parque nacional de Fiordland están declarados Patrimonio de la Humanidad por la Unesco.